# Karel van Wolferen

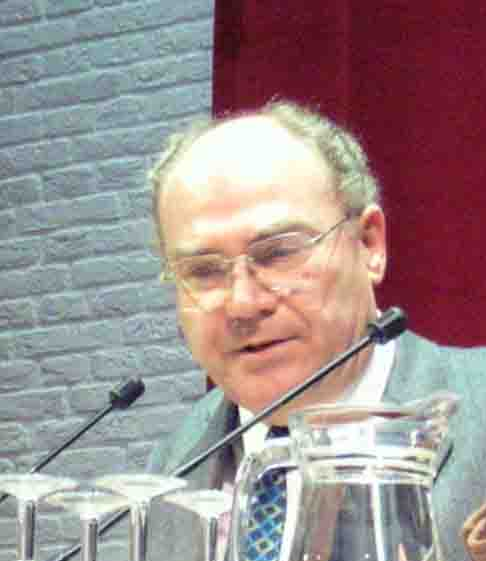
Karel van Wolferen (2005)

Karel van Wolferen (* 1941 in Rotterdam) ist ein niederländischer Journalist, Publizist und Hochschullehrer.

## Leben
Nach dem Schulabschluss verließ van Wolferen 1960 die Niederlande, bereiste den Nahen Osten, Indien und Südostasien und begann seine journalistische Tätigkeit. Seit 1962 war er als Englischlehrer in Japan tätig, unter anderem an der Waseda-Universität. 1972 wurde er Ostasien-Korrespondent des NRC Handelsblad und schrieb über politische und gesellschaftliche Entwicklungen in Japan, Indien, Thailand, Vietnam, den Philippinen und Südkorea. 1987 erhielt van Wolferen den Prijs voor de Dagbladjournalistiek, einen niederländischen Journalistenpreis. Unter dem Titel The Enigma of Japanese Power (dt.: Vom Mythos der Unbesiegbaren: Anmerkungen zur Weltmacht Japan) erschien 1989 sein umfangreiches Werk zu Politik und Gesellschaft Japans.
Von 1997 bis 2006 war van Wolferen univeristeitshoogleraar am Institute of Comparative Political and Economic Institutions der Universität von Amsterdam.